# Jackson Township (comté de Washington, Iowa)
Pour les articles homonymes, voir Jackson Township.
Jackson Township est un township du comté de Washington en Iowa, aux États-Unis,.

## Source de la traduction
- (es) Cet article est partiellement ou en totalité issu de l’article de Wikipédia en espagnol intitulé « Municipio de Jackson (condado de Washington, Iowa) » (voir la liste des auteurs).